# Piotruś Pan (film 1953)
Piotruś Pan (ang. Peter Pan) – amerykański film animowany z 1953 roku produkcji Walta Disneya na podst. powieści Jamesa Matthew Barriego o tym samym tytule.
W 2002 studio Walta Disneya wydało sequel filmu pt. Piotruś Pan: Wielki powrót.
Premiera filmu w Polsce miała miejsce 6 grudnia 1961 roku. Film w tej wersji wydany na kasetach wideo przez Imperial Entertainment w 1998 roku, później wydany w specjalnym wydaniu na VHS i DVD w 2002 roku przez Imperial Entertainment. Film wydany na DVD, Blu-Ray z dystrybucją: Imperial (2-dyskowe wydanie specjalne na DVD), CD Projekt i Galapagos Films. Film wyemitowany w telewizji na kanałach: Disney Channel, Puls 2.
W 2023 roku powstał live-action remake tego filmu pt. Piotruś Pan i Wendy.

## Fabuła
W edwardiańskim Londynie, dzielnicy Bloomsbury państwo Jerzy i Maria Darling przygotowują się na przyjęcie, od którego zależy kariera zawodowa Jerzego. Opiekunem zabaw ich małoletnich synów – Janka i Michasia – jest Piotruś Pan, metaforyczny duszek młodości, o którego przygodach opowiada Wanda, najstarsza z dzieci. Do zabaw zostają wzięte spinki do mankietu i półkoszulek pana Darlinga, opóźniając wyjście rodziców. Pan Darling obwinia o to Wandę i jej wiarę w Piotrusia Pana, mówiąc jej, że to najwyższy czas, by dorosła. On i Nana, suka rasy bernardyn Darlingów, ulegają wypadkowi, ale rodzina bardziej przejmuje się Naną. Sfrustrowany wszystkim pan Darling wścieka się na Nanę i wyrzuca ją na dwór. Nieco ochłonięty wyjaśnia psu, że dzieci prędzej czy później dorastają. Pani Darling kładzie spać dzieci, pocieszając je, że ojciec nie miał złych intencji. Wanda przed wyjściem matki mówi, że Nana oderwała cień Piotrusia Pana.
Gdy Darlingowie wychodzą na przyjęcie, w tym samym czasie do ich domu przylatuje Piotruś Pan będący chłopcem w wieku Wandy, wraz ze swoją towarzyszką, niemą wróżką Dzwoneczkiem. Wanda przyszywa Piotrusiowi cień i mówi, że to jej ostatnia noc w dziecięcym pokoju. Zaniepokojony Piotruś chce zabrać ją do Nibylandii, gdzie dzieci nigdy nie dorastają. Na miejscu Wanda ma zostać matką jego drużyny, Zgubionych Chłopców, którzy wypadli z wózków i trafili do Nibylandii. Wahająca się Wanda zgadza się, biorąc ze sobą braci. Piotruś uczy dzieci latać dzięki cudownym myślom i wróżkowemu pyłku, i zabiera ich do swojej krainy.   
Po dotarciu do Nibylandii dzieci spotykają się ze złymi XVIII-wiecznymi piratami, na czele których stoi podstępny kapitan Hak, arcywróg Piotrusia. Hak nienawidzi Piotrusia za odcięcie jego dłoni i nakarmienie nią krokodyla, który go od tej pory prześladuje, licząc na zjedzenie reszty ciała. Zazdrosna o Wandę Dzwoneczek każe zabić niczego świadomym Zgubionym Chłopcom zastrzelić Wandę, lecz w porę ratuje ją Piotruś. Dzwoneczek za karę zostaje wygnana na tydzień. Zgubieni Chłopcy i bracia Wandy idą polować na Indian z plemienia Algonkinów, którzy ich łapią. Okazuje się, że to wzajemne polowanie to tylko gra. Tym razem wódz Indian odmawia wypuszczenia Zgubionych Chłopców i braci Wandy, niesłusznie oskarża o porwanie jego córki Tygrysiej Lilii i grozi im spaleniem na stosie. Tymczasem Piotruś i Wanda odwiedzają lagunę syren, które chcą utopić Wandę. Uciekają jednak na widok Haka.   
Hak i jego bosman Smee porwali Tygrysią Lilię, by zdradziła miejsce kryjówki Piotrusia Pana, inaczej zostawią ją w Skale Skalpów na pastwę przypływu. Tam Piotruś walczy z Hakiem, który salwuje się ucieczką na widok tykającego krokodyla. Indianie świętują ocalenie Tygrysiej Lilii i uczą dzieci o swojej kulturze. Hak dowiedziawszy się o wygnaniu Dzwoneczka rozkazuje Smee ją odnaleźć i przyprowadzić ją na okręt. Wykorzystując jej żal, dowiaduje się, że Piotruś i Zgubieni Chłopcy żyją w Drzewie Wisielca, po czym więzi wróżkę. Tam Wanda rozczarowana Nibylandią przekonuje braci na powrót do domu. Pod jej matczynym wpływem Zgubieni Chłopcy chcą udać się z Darlingami do Londynu. Piotruś ostrzega ich, że jak dorosną to już nigdy nie wrócą do Nibylandii. Wanda chce zaproponować Piotrusiowi udanie się z nimi, lecz rezygnuje wiedząc, że ten nie zamierza dorastać. Dzieci po wyjściu z kryjówki zostają porwane przez czających się piratów, zaś Hak podrzuca Piotrusiowi paczkę z prezentem rzekomo od Wandy.   
Piotruś nie wie, że tak naprawdę w środku jest bomba. Dzwoneczek uwalnia się z latarni i w ostatniej chwili przybywa do Drzewa Wisielca, przyjmując na siebie wybuch bomby. Piotruś szuka Dzwoneczka w gruzach. Tymczasem Hak daje dzieciom do wyboru zaciągnięcie się na jego okręt lub za burtę. Wanda w ich imieniu odmawia i jako pierwsza ma zginąć. Ratuje ją Piotruś i dzieci stają do walki ze piratami. Chcąc zyskać przewagę, Hak prowokuje Piotrusia i nazywa go tchórzem. Piotruś obiecuje walczyć bez uciekania do latania. Bez tego ułatwienia niemal przegrywa z Hakiem. W końcu Hak i piraci zostają pokonani i uciekają z Nibylandii ścigani przez krokodyla. Po wygranej walce Piotruś odprowadza Darlingów do domu na przejętym okręcie unoszonym przez pył Dzwoneczka. 
Zgubieni Chłopcy decydują się zostać w Nibylandii, gdyż jeszcze nie są gotowi, by dorosnąć. W Londynie państwo Darling wracają z przyjęcia i wpuszczają Nanę z powrotem do domu. Pan Darling przyznaje, że był zbyt surowy i Wanda może zostać w dziecięcym pokoju, gdyż jednak jeszcze jest dzieckiem. Widzą śpiących synów łóżkach, ale są zaskoczeni widokiem śpiącej przy oknie Wandy, która opowiada o przygodach w Nibylandii i deklaruje chęć bycia dorosłą. Na niebie widać chmurę w kształcie okrętu. Pan Darling rozpoznaje okręt z czasów swego dzieciństwa i przypomina sobie, że kiedyś też był w Nibylandii.

## Obsada
| Postać                     | Model                        | Głos             | Śpiew            |
| -------------------------- | ---------------------------- | ---------------- | ---------------- |
| Piotruś Pan                | Bobby Driscoll Roland Dupree | Bobby Driscoll   | –                |
| Wanda Maria Aniela Darling | Kathryn Beaumont             | Kathryn Beaumont | Kathryn Beaumont |
| Kapitan Hak                | Hans Conried                 | Hans Conried     | Hans Conried     |
| Janek Darling              | Paul Collins                 | Paul Collins     | Paul Collins     |
| Michaś Darling             | Tommy Luske                  | Tommy Luske      | Tommy Luske      |
| Dzwoneczek                 | Margaret Kerry               | –                | –                |
| pan Smee                   | Don Barclay                  | Bill Thompson    | Bill Thompson    |
| Jerzy Darling              | Hans Conried                 | Hans Conried     | –                |
| Maria Darling              | Heather Angel                | Heather Angel    | –                |
| Szczawik                   | brak danych                  | Stuffy Singer    | Tony Butala      |
| Fajtek                     | brak danych                  | Robert Ellis     | Tony Butala      |
| Bliźniaki                  | brak danych                  | Johnny McGovern  | Tony Butala      |
| Nygus                      | brak danych                  | Jeffrey Silver   | Tony Butala      |
| Wielki Wódz                | brak danych                  | Candy Candido    | Candy Candido    |
| Tygrysia Lilia             | brak danych                  | Corinne Orr      | –                |
| piraci                     | –                            | Bill Thompson    | The Mellomen     |
| Indianie                   | –                            | –                | The Mellomen     |
| Syrena #1                  | Margaret Kerry               | Margaret Kerry   | –                |
| Syrena #2                  | June Foray                   | June Foray       | –                |
| Syrena #3                  | Connie Hilton                | Connie Hilton    | –                |
| Syrena #4                  | Karen Kester                 | Karen Kester     | –                |
| Indianka                   | –                            | June Foray       | –                |
| Narrator                   | –                            | Tom Conway       | –                |

## Ścieżka dźwiękowa
Frank Churchill i Charles Walcott skomponowali niektóre melodie do filmu jeszcze w latach 40., a gdy w 1944 wznowiono prace nad filmem, stworzeniem piosenek zajął się Eliot Daniel. Następnie ponownie zawieszono produkcję animacji. W kwietniu 1950 poinformowano, że muzykę do filmu stworzą Sammy Cahn i Sammy Fain. Część melodii z filmu skomponował również Oliver Wallace.
- „The Second Star to the Right” – Chór Judda Conlona i The Mellomen
- „You Can Fly!” (pol. „Lećmy tam!”) – Bobby Driscoll, Kathryn Beaumont, Paul Collins i Tommy Luske, Chór Judda Conlona i The Mellomen
- „A Pirate’s Life” – The Mellomen
- „Following the Leader” (pol. „Wesoło idzie się przez świat”) – Bobby Driscoll, Paul Collins, Tommy Luske, Robert Ellis, Jeffrey Silver, Johnny McGovern, Stuffy Singer i Tony Butala
- „What Made the Red Man Red?” (pol. „Co znaczy okrzyk Howgh?”) – Candy Candido i The Mellomen
- „Your Mother and Mine” – Kathryn Beaumont
- „The Elegant Captain Hook” – Hans Conried, Bill Thompson i The Mellomen
- „You Can Fly!” (repryza) – Chór Judda Conlona i The Mellomen
- „Never Smile at a Crocodile” – Frank Churchill

## Odbiór krytyczny
Po premierze film zebrał pozytywne recenzje wśród większości krytyków; The New York Times chwalił animację, choć jednocześnie stwierdzał, że film „nie jest zgodny z duchem powieści J.M. Barrie”. Magazyn Time wystawił filmowi pozytywną recenzję, pomijając niezgodności z treścią dzieła J.M. Barrie. Później niektórzy zarzucili mu niepoprawne politycznie przedstawianie Indian jako skłonnych do przemocy dzikusów i ludzi mówiących w stereotypowy sposób oraz jako obiekty do polowania (Michaś, Janek i Zgubieni Chłopcy mieli rozważać złapanie Indian jako alternatywę dla polowania na tygrysy (w oryginale lwy) lub niedźwiedzie). Kontrowersje wywołała również treść piosenki „Co znaczy okrzyk Howgh”, w którym Indianie tłumaczyli, skąd wzięli czerwony kolor skóry. Serwis Rotten Tomatoes przyznał filmowi wynik 75%.
Michael Jackson nazwał Piotrusia Pana swoim ulubionym filmem wszech czasów, z którego wziął nazwę dla swojej posiadłości Neverland Ranch, gdzie miał swój prywatny park rozrywki.

## Wyróżnienia
Listy American Film Institute:
- Nominacja do AFI 100 Lat Musicali[11]
- Nominacja do AFI 100 Lat... Bohaterowie i złoczyńcy (postać Piotrusia Pana)[12]
- Nominacja do AFI 10 Top 10 w kategorii film animowany